# Cathédrale Saint-Patrick de Charlotte
Cette  cathédrale n’est pas la seule cathédrale Saint-Patrick.
La cathédrale Saint-Patrick (en anglais : Cathedral of Saint Patrick) est le siège du diocèse de Charlotte de l'Église catholique aux États-Unis. La cathédrale, dédiée à saint Patrick, se trouve à 
Charlotte en Caroline du Nord,.

## Histoire et description
En 1843, la petite église de bois Saint-Joseph de Mount Holly est la première église catholique à être construite en Caroline du Nord occidentale. À Charlotte, la première église catholique est l'église Saint-Pierre, dont la première pierre est bénie en 1852, le jour de la fête de saint Patrick. Elle est totalement terminée en 1893.

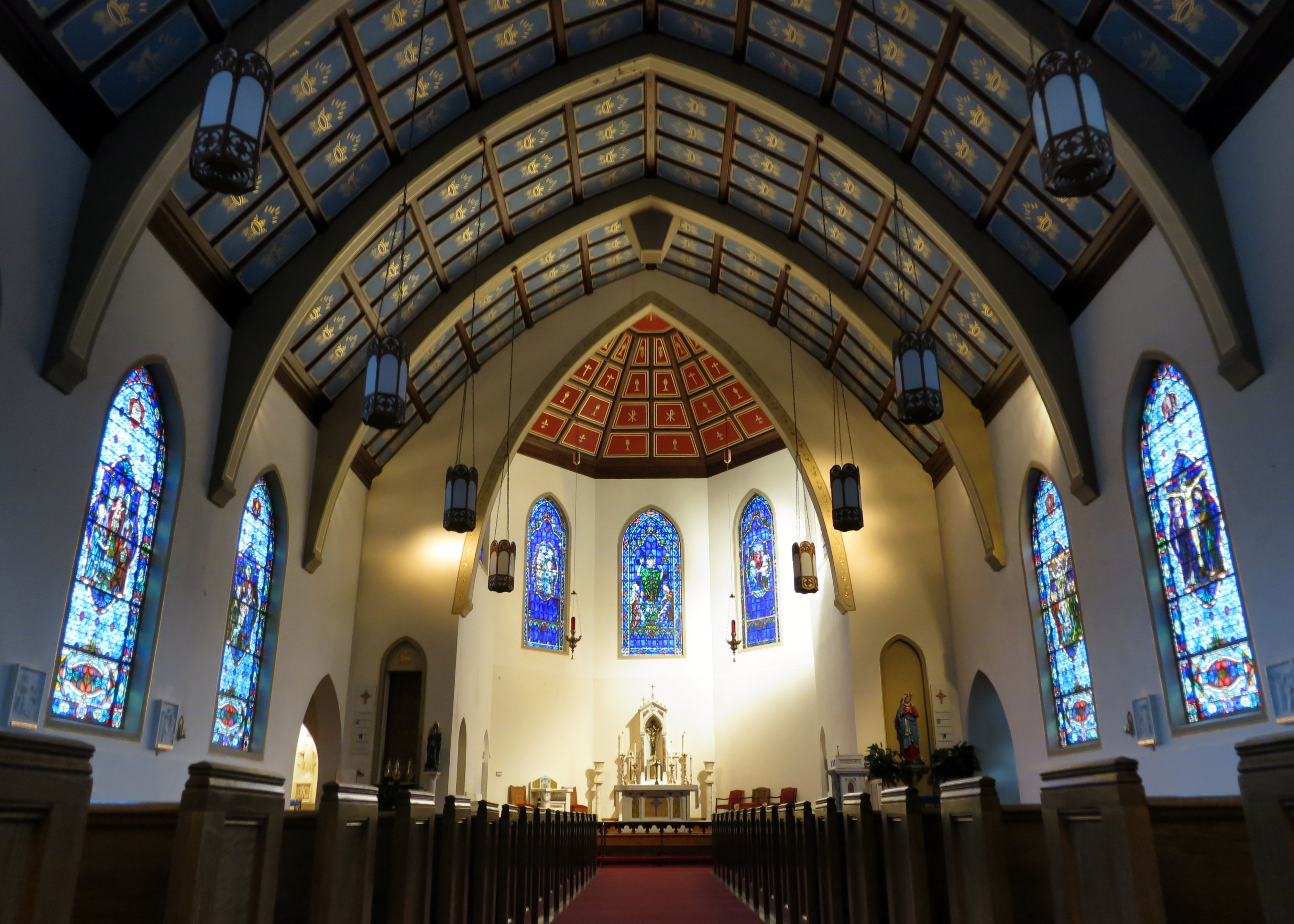
La nef de l'église vers le chœur.

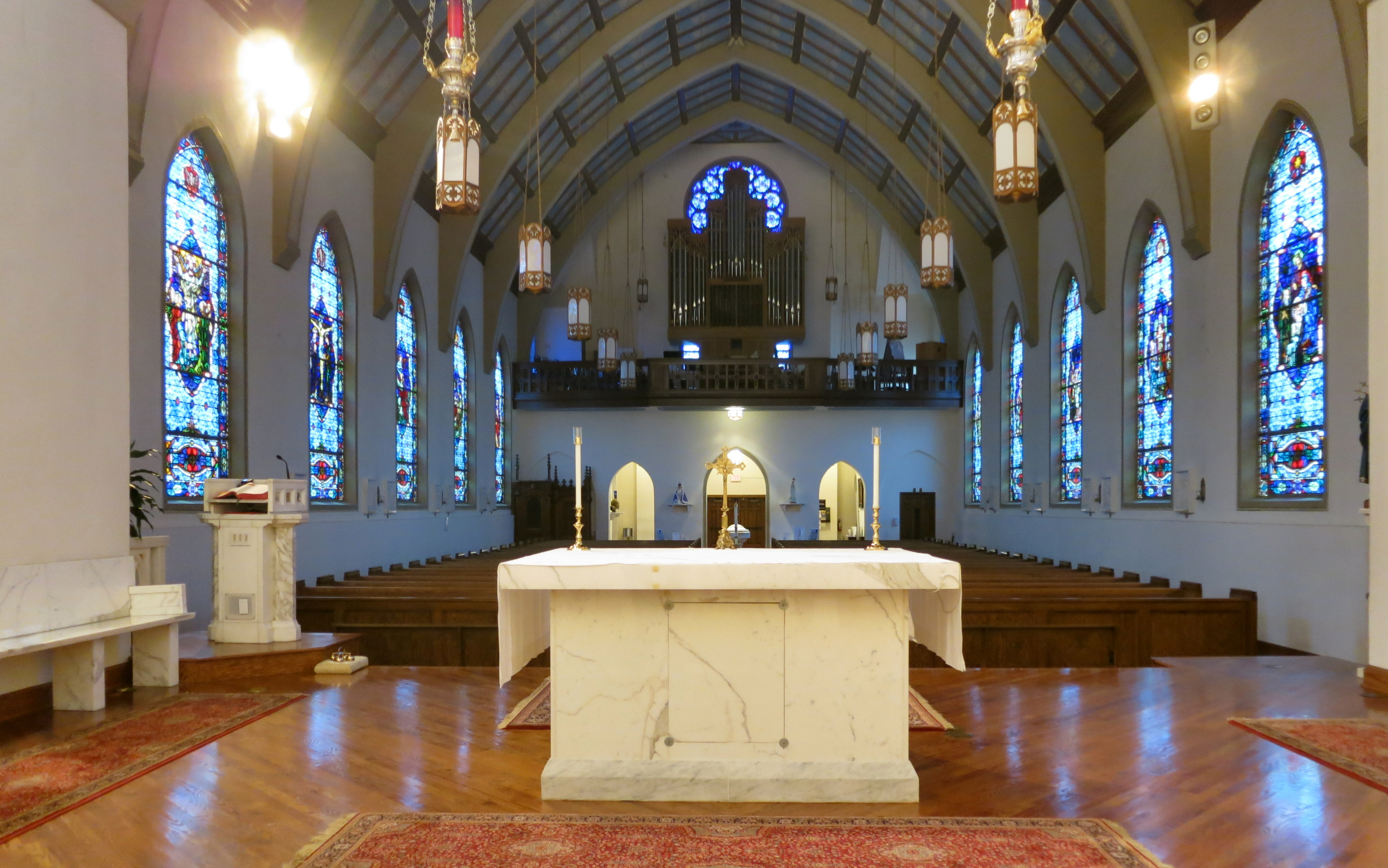
Le maître-autel vers l'orgue.

L'église Saint-Patrick est construite près de l'école paroissiale St. Patrick, dans le quartier de Dilworth. John Henry Phelan, homme d'affaires fortuné né à Charlotte et ayant fait ses études à l'école paroissiale de Charlotte avant de développer ses affaires à Beaumont dans le Texas, donne les fonds pour construire cette église en mémoire de ses parents, Patrick et Margaret Adele Phelan. La construction commence le jour de la Saint Patrick 1938, selon les plans de Franck Frimmer. Elle peut accueillir 400 fidèles dans la nef et la tribune. Elle est flanquée d'une tour clocher de 23,7 m de hauteur. Les vitraux, faits à Syracuse, montrent l'Annonciation, saint Patrick, la mort de saint Joseph, le roi David avec sa lyre, sainte Cécile et des événements de la vie de Jésus. Elle est consacrée le 4 septembre 1939 par Mgr McGuinness, évêque de Raleigh. Trois nouvelles paroisses sont ensuite issues de la paroisse Saint-Patrick devant l'afflux de nouveaux catholiques : Sainte-Anne, Saint-Gabriel et Saint-Vincent-de-Paul.
Lorsque le 12 janvier 1972, le pape Paul VI érige le diocèse de Charlotte, c'est l'église Saint-Patrick qui est choisie comme cathédrale. Mgr Richard Allen, curé de l'époque, en fut le premier recteur. La cathédrale est modernisée en 1979 avec la destruction de l'ancien maître-autel de marbre et la disparition d'éléments du décor original ; mais en 1996 certains éléments originaux sont restitués et l'intérieur est restauré. Une nouvelle cloche est rajoutée en 2007 (fondue en 1875) comme don de la famille Bowers. Le nouvel orgue de tribune est issu de la maison W. Zimmer & Sons de Fort Mill. 

### Articles liés
- Église catholique aux États-Unis
- Liste des cathédrales des États-Unis